# Snježno kraljevstvo (2013.)
Snježno kraljevstvo (eng. Frozen) američka je trodimenzionalna računalno-animirana glazbena fantastična komedija koju je producirao studio Walt Disney Animation Studios, a realizirao Walt Disney Pictures. To je 53. animirani film u seriji "Animiranih Disneyjevih klasika". Nadahnut bajkom Snježna kraljica Hansa Christiana Andersena, film govori o hrabroj i neustrašivoj princezi Anni koja kreće na opasno putovanje s robusnim prodavačem leda, njegovim odanim ljubimcem sobom i naivnim snjegovićem kako bi pronašla svoju otuđenu sestru čije ledene moći nehotice zarobljuju kraljevstvo u vječnu zimu.
Snježno kraljevstvo doživjelo je nekoliko prepričavanja i neuspjelih pokušaja filmske ekranizacije prije nego što li je 2011. Jennifer Lee napisala scenarij i s Chrisom Buckom režirala film. Christophe Beck skladao je glazbu za film, a bračni par Robert Lopez i Kristen Anderson-Lopez napisali su pjesme. U engleskoj inačici glasove su likovima dali Kristen Bell, Idina Menzel, Jonathan Groff, Josh Gad i Santino Fontana.
Snježno kraljevstvo se premijerno prikazalo 19. studenog 2013. u kazalištu El Capitan u Hollywoodu, u Kaliforniji, s koje je na filmsku premijeru 27. studenog 2013. otišlo s dobrim mišljenjima. Film je ostvario visoku zaradu od 1,279 milijardi dolara. Od toga je 1,3 milijarde $ od Box office prihoda, a samo u SAD-u i Kanadi ostvarena je zarada od 247 milijuna $, a u Japanu gotovo 400 milijuna $. Film je s gotovo 18 milijuna prodanih DVD-a u SAD-u 2014., Snježno kraljevstvo je dobilo naslov najprodavanijeg filma u SAD-u 2014. godine. U siječnju 2015. film je postigao dobru prodaju Blu-ray diskova u SAD-u.
Snježno kraljevstvo osvojilo je dva Oscara: Oscara za najbolji animirani film i Oscara za najbolju originalnu pjesmu "Puštam sve", Zlatni globus za najbolji animirani film, nagradu BAFTA za najbolji animirani film, pet nagrada "Annie" (eng. Annie Award) među kojima i onu za najbolji animirani film, dva Grammyja i dvije Nagrade filmskih kritičara za najbolji animirani film i najbolju originalnu pjesmu ("Puštam sve").
Animirani kratki sedmominutni nastavak, Snježna groznica, premijerno je prikazan 13. ožujka 2015. Dan prije najavljeno je snimanje nastavka, koji će režirati Chris Buck i Jennifer Lee, a Peter Del Vecho ponovno će biti producent. Sljedio je 21-minutni animirani specijal 23. studenog 2017. Snježno kraljevstvo: Olafova pustolovina. Nastavak filma imenom Snježno kraljevstvo 2 je došao 21. studenog 2019. u hrvatska kina.

## Radnja
Elsa, princeza Arendella, posjeduje posebne natprirodne moći, pomoću kojih je u mogućnosti manipulirati ledom i snijegom, i od njega graditi i stvarati sve što poželi. Pomoću tih moći, svakodnevno uveseljava mlađu sestru Annu, radeći joj dvorce od snijega, snjegoviće i snježne brjegove, u čemu obje uistinu uživaju.
Nakon što Anni bude jedne noći jako dosadno, uspijeva nagovoriti Elsu da se zajedno igraju. Dok je Anna skakala po brežuljcima koje je Elsa stvarala, Elsa se poskliznula i slučajno ozlijedila Annu. Elsa, sva uplakana i prestrašena, zove roditelje, koji ih odvode k svojim prijateljima trolovima. Djed i kralj Trolova je uspio izliječiti Annu, ali joj je morao izbrisati sjećanja da Elsa posjeduje čarobne moći stvaranja i manipuliranja ledom. Nakon povratka kući, roditelji izoliraju Annu od Else, dok ova ne nauči kontrolirati svoje moći. Bojeći da opet ne rani Annu, Elsa većinu svoga vremena provodi sama u svojoj sobi, odbijajući čak i razgovarati sa svojom sestrom. Tijekom godina izolacije, jaz između sestra se produbljuje, a odnos postaje sve teži. Jedne večeri roditelji brodom kreću na važan put, ali zbog jakog vjetra i oluje poginu na moru. Nakon smrti njihovih roditelja stanje u Arendellu postaje još teže.
Kad Elsa postaje punoljetna, cijelo se kraljevstvo počelo pripremati za njezinu krunidbu. Dvori se ponovo širom otvaraju, a ubrzo počinju stizati brojni svečani gosti iz obližnjih kraljevstava. Osim brojnih izaslanika, među gostima je i vojvoda od Šmizlograda, koji s Arendellom želi uspostaviti jače trgovačke veze i tako ostvariti prihod, a osim profita želi saznati i mračne tajne grada Arendella. Na dan krunidbe Anna ne može sakriti svoje veselje, pa trči ulicama grada pjevajući od radosti, sve dok ne naleti na princa Hansa od Južnih mora. U njihovom slučajnom susretu rađa se obostrana ljubav, koju su željeli objaviti Elsi. Iako se Elsa bojala, krunidba je prošla bez problema i izgreda. Tijekom prijama kod kraljice, Hans i Anna objave Elsi svoju ljubav, tražeći od nje blagoslov. Elsa odbija dati blagoslov i zabranjuje njihov brak. Radi odbijanja blagoslova Anna i Elsa se posvađaju, zbog čega Elsa doživi izuzetn stres i nije u stanju više kontrolirati svoje moći.
Od straha pred građanima Arendella i vojnika, te vojvode od Šmizlograda, u panici Elsa bježi na Sjevernu goru. Nakon što se u samoći prepušta svojim moćima uviđa ljepotu stvaranja ledom i snijegom, te izgradi svoj vlastiti ledeni dvorac iz snova. Tada sama sebi obeća de se nikad neće vratiti, nego će uživati u ljepoti prirode. No, u svom bijegu Elsa zaogrne Arendell u vječnu zimu. U međuvremenu, Anna ovlasti predaje Hansu i kreće u potragu za svojom sestrom, kako bi se pomirila i zaustavila vječnu zimu u Arendellu. Prvog dana puta, nakon što se izmorila, pronalazi malu trgovinu u kolibi, gdje upoznaje dostavljača leda Kristoffa i njegova ljubimca soba Svena, koji obožava jesti mrkvu. Nakon što je Anna Kristoffu nabavila opremu za posao, upute se na Sjevernu goru, kako bi pronašli Elsu i prekinuli zimu usred ljeta.
Na putu upoznaju naivnog i šaljivog snjegovića Olafa, koji silno želi doživjeti ljeto i toplinu. Kad se napokon uspnu na Sjevernu goru, ostanu zadivljeni ugledajući prekrasni ledeni dvorac. Iznenađena Elsa pristaje razgovarati s Annom, ali na spominjanje povratka u Arendell, se uznemiri i nije u stanju kontrolirati svoje moći. Slučajno pogodi Annu u srce i doživi psihički slom, u kojem stvori velikog snježnog diva, koji potjera Annu, Kristoffa, Olafa i Svena niz goru. Dok bježe, Kristoff primjećuje da Annina kosa postaje bijela i zaključuje da joj se stanje pogoršava.
Odlaze potražiti pomoć kod trolova, njegove posvojiteljske obitelji, koja Kristoffov dolazak shvati kao poziv na vjenčanje. Kad Kristoff objasni poglavici trolova da je Anna u životnoj opasnosti, oni kažu da Annu može spasiti samo pravi "čin istinske ljubavi". Vjerujući da samo Hans može spasiti Annu, Kristoff se s njom brzo vraća u Arendell. U međuvremenu, Hans, koji predvodi potragu za Annom, stiže do Elsinog dvorca. Tamo narede Elsi da se preda jer je zaogrnula Arendell u vječnu zimu, te ju pokušaju ubiti. Kad u tome ne uspiju, jedan od vojnika pokušava ubiti Elsu, ali Hans usmjeri strijelu prema ledenom lusteru koji se srušio na Elsu i onesvijestio je, te ju princ Hans zarobi u Arendellu. Kad je Kristoff uspio vratiti Annu, posluga je brzo odvodi do Hansa, da je ovaj poljubi. No, Hans to odbija, i otkriva da je udaja bila njegova namjera da preuzme vlast u Arendellu, jer kao trinaesto dijete u kraljevskoj dinastiji, nema nikakve šanse postati prijestolonasljednik. U sobi gdje je s Annom, izgasi vatru, širom otvori prozore kroz koje sada puše hladni zrak i odgrne Annu kako bi iscenirao njezinu smrt. Potom zaključa vrata i ostavlja Annu samu u hladnoj sobi, te glumeći žalost ode do ostalih svečanih gostiju, gdje im objavi Anninu smrt. Zbog Annine smrti Elsu optužuje za izdaju Arendella i smrt princeze Anne, te naloži njezino pogubljenje.
Kada se Elsa probudila u tamnici, ruke su joj bile svezane metalom. Šokirala se kada je kroz prozor ugledala što je učinila. Hans dođe i krivi je za zimsku oluju, a Elsa moli da ju puste. Tada Hans izlazi iz tamnice.
Istovremeno Elsa uspijeva pobjeći iz tamnice, te se u mećavi kreće fjordom. Za to vrijeme Olaf nalazi Annu i brzo naloži vatru, te pokušava pronaći izlaz iz zaleđenog dvorca. Nakon što shvate da samo Kristoff koji uistinu voli Annu bi je mogao spasiti, Olaf i Anna odlaze na fjord. Tamo Elsa bježi pred ljutitim Hansom koji ju okrivljuje za Anninu smrt. Očajna tom vijesti Elsa pada na koljena i mećava utiša. Nakon što oluja prestane, Kristoff i Anna se pronađu, ali kad Anna ugleda kako Hans poseže za mačem da bi ubio Elsu, odlući potrčati prema sestri i blokira Hansov napad, trenutak prije nego što se zaledi. Zaleđenje odbacuje Hansa podalje od Else, dok ova odjednom viđa svoju zaleđenu sestru. Kada Elsa u svojoj tuzi zagrli zaleđenu Annu i gorko zaplače, Anna se počne otapati, jer je njena odluka da se žrtvuje za sestru bila "čin prave i istinske ljubavi". Shvativši da je ljubav je ključ za kontroliranje svojih moći, Elsa uspijeva otopiti kraljevstvo i pomogne Olafu, stvorivši mali oblačak snijega koji će ga uvijek pratiti i sprječavati da se otopi.
Hans je deportiran u svoje kraljevstvo, gdje će se morati suočiti s kaznom za svoje zločine koje je učinio protiv kraljevske obitelji Arendella, a Elsa prekine sve trgovačke veze sa Šmizlogradom. Kasnije, presretni Anna i Kristoff se poljube, a sestre Anna i Elsa si obećaju da više nikada neće zatvarati dveri.

## Glasovi

### Originalna verzija
- Kristen Bell kao Anna, 18-godišnjakinja,[20] princeza od Arendella i Elsina mlađa sestra[21]
  - Livvy Stubenrauch kao petogodišnja Anna[20]  Anna[22]
  - Katie Lopez kao petogodišnja Anna (pjeva)[23]
  - Agatha Lee Monn kao devetogodišnja Anna[20] Anna (pjeva)[24]
- Idina Menzel kao Elsa, 21-godišnjakinja,[20] Snježna kraljica od Arendella i Annina starija sestra[21][25]
  - Eva Bella as kao osmogodišnja Elsa[20][26][27]
  - Spencer Lacey Ganus kao dvanaestgodišnja Elsa[20][27]
- Jonathan Groff kao Kristoff, mladić koji vrijeme provodi u društvu soba Svena[28][29]
- Josh Gad kao Olaf, komični snjegović koji mašta o ljetu[21][30][31]
- Santino Fontana kao Hans, princ od Južnih mora[28]
- Alan Tudyk kao vojvoda od Šmizlograda[31]
- Ciarán Hinds kao Veliki Pabbie, kralj trolova[32]
- Chris Williams kao Oaken[33]
- Maia Wilson kao Bulda, trol i Kristoffova posvajateljica[20][34]
- Paul Briggs kao Marshmallow, veliko snježno čudovište[35]
- Maurice LaMarche kao kralj of Arendella, Annin i Elsin otac[20][34]
- Jennifer Lee kao kraljica od Arendella, Annina i Elsina majka[36]

### Hrvatska sinkronizacija
- Sementa Rajhard kao Anna (dijalog i vokal)[37]
- Lucija Jagar kao 5-godišnja Anna
- Matea Jagar kao 9-godišnja Anna
- Kristina Krepela kao Elsa (dijalog)[38]
- Nataša Mirković kao Elsa (vokal)
- Matea Jagar kao mala Elsa
- Andrej Dojkić kao Kristoff (dijalog)[39]
- Daniel Dizdar kao Kristoff (vokal)
- Ronald Žlabur kao Olaf (dijalog i vokal)[40]
- Dušan Bućan kao Hans (dijalog)[41]
- Nikola Marjanović kao Hans (vokal)
- Pero Juričić kao vojvoda od Šmizlograda[42]
- Enes Vejzović kao Oaken
- Ranko Tihomirović kao Kai
- Lena Politeo kao Gerda
- Jasna Bilušić kao Bulda (dijalog i vokal)[43]
- Vanda Winter kao Bulda (vokal - dio pjesme)
- Siniša Ružić kao Kralj Arendella

## Razvoj

### Podrijetlo
Walt Disney Animation Studios prvi je počeo istraživati mogućnost izrade akcijskog ili biografskog filma na temelju bajki Hansa Christiana Andersena, još od 1937., prije premijere filma Snjeguljica i sedam patuljaka, svog prvijenca među dugometražnim animiranim filmovima. U ožujku 1940. Walt Disney je predložio koprodukciju s producentom Samuelom Goldwynom, gdje će njegov filmski studio Samuel Goldwyn Productions snimiti, a Disneyjev studio animirati crtiće, temeljene na bajkama Hansa Christiana Andersena. Tako su bajke Mala sirena, Djevojčica sa šibicama, Ružno pače, Palčica, Kositreni vojnik i Carevo novo ruho doživjeli i po nekoliko ekranizacija. Ipak, studio je imao mnogo poteškoća s bajkom Snježna kraljica, jer nije mogao napraviti pogodnog lika ili radnju koji bi činili dobar animirani film. Nakon napada na Pearl Harbour, SAD ulazi u Drugi svjetski rat, te se mediji okreću ratnoj propagandi, zbog čega se Disney-Goldwyn produkcija potpuno se okreće tom zadatku, a prestaje ulagati u crtiće. Disneyjeva propaganda u Drugom svjetskom ratu uključivala je brojne filmove koji su ismijavali Adolfa Hitlera, nacizam, fašizam i njegova pokornika Mussolinija. Nakon završetka rata Disney se opet okreće stvaranju animiranih filmova. Goldwny je 1952. odlučio proizvesti vlastiti film pod imenom Hans Christian Andersen, u kojem je Danny Kaye glumio Andersena, Charles Vidor je režrao, Moss Hart napisao scenarij, a Frank Loesser skladao glazbu za film. U flmu se prikazane sve Andersenove bajke kroz ples, pjesmu i balet, a film je imao šest nominacija za Oscara. Poslije toga, Goldwyn se vratio i s Disneyjem počeo raditi planove za nove projekte.

### Ideja
Završetkom tzv. Disneyjeve renesanse i ulaskom u novo tisućljeće Walt Disney Feature Animation počinje razvijati novu adaptaciju Snježne kraljice, koja je postala zaboravljena nakon Drugog svetskog rata. No, 2002. projekt je potpuno otipisan, nakon što je navodno Glen Keane napustio projekt, i ostišao raditi na projektu Vrlo zapetljane priče (eng. Tangeld). Čak i prije toga Harvey Fierstein predložio je svoju verziju ekranizacije Snježne kraljice, ali je odbijen. Pavao i Gaëtan Brizzi, Dick Zondag i Dave Goetz su također predlagali svoje verzije, ali su sve bile redom odbijene. Nakon niza neuspješnih pokušaja od 2000. do 2002. Disney je opet pokrenuo projekt. Tijekom jednog od tih pokušaja, Michael Eisner, tadašnji predsjednik i glavni izvršni direktor The Walt Disney Company, ponudio je svoju podršku projektu i predložio suradnju s Oscarom nagrađenim redateljem Johnom Lasseterom uz  Pixar Animation Studios, koji je obnovio ugovor s Disneyjem. No, pregovri Pixara i Disneyja su propali u siječnju 2004. godine, a taj ugovor nije obnovljen. Umjesto toga, Eisnerov nasljednik Bob Iger je pregovarao Disneyjevu kupnju Pixara u siječnju 2006. za 7,4 milijardi dolara, a Lasseter je unaprijeđen u glavnog kreatvinog direktora oba studija (i Pixara i Disneyja). Sljedeći pokušaj započeo je 2008., kad je Lasseter bio u stanju uvjeriti Chrisa Bucka, režisera Tarzana, za povretak u Walta Disney Feature Animation iz  Sony Pictures Animation, gdje je režirao film Divlji valovi, koji je bio nominiran za Oscara. U rujnu 2008. Buck je predložio nekoliko svojih ideja, među kojima je i bila ekranizacija bajke Snježna Kraljica. Buck je kasnije otkrio da je njegova početna inspiracija za Snježnu kraljicu nije bila Andersenova sama pria, već da "želi učiniti nešto drugačije o utvrđivanju prave ljubavi." Kad je predložio ideju nadodao je da "je Dinsney to već učinio poljupcima princa u umiruću princezu, no to je ostarjelo, pa ja mislim da je vrijeme za nešto novo." Na kraju se ispostavilo da je Lasseter bio zainteresiran za Snježnu kraljicu, još dok je Pixar 1990-ih radio Priču o igračkama, ali je nakon Disneyjevog raspuštanja projekta i sam odustao. Razvoj ideje filma počeo je pod nazivom Anna i Snježna kraljica (eng. Anna and the Snow Queen), a planirano je da se snimi tradicionalni animirani film. Prema Joshu Gadu, on je prvi put postao uključen u ranoj fazi stvaranja filma, dok je priča još uvijek bila bliskija Andersenovoj bajci i glumici Megan Mullally, koja je trebala svoj glas dati Elzi. Do početka 2010. projekt je ušao u tzv. "razvojni pakao", jer studio nije mogao posložiti priču, koja nije smjela biti kao Andersenova bajka, ali je opet morala imati njezine elemente.

### Oživljavanje projekta
22. prosinca 2011., slijedeći uspjeh Vrlo zapetljane priče, Disney je objavio novi naslov za film, Snježno kraljevstvo (eng. Frozen), i datum završetka filma kao 27. studenog 2013. Mjesec dana kasnije Disney je potvrdio da će se film izrađivati računalnom animacijom, a ne tradicionalnim crtanjem, i to u 3D-u. U siječnju 2012., bračni par Lopez se pridružio projektu i počeo pisati i skladati pjesme za film. 5. ožujka 2012. potbrđeno je da će Buck biti redatelj, a Lasseter i Del Velcho producenti. Nakon Disneyjeve odluke da unaprijede projekt Snježno kraljevstvo, jedan od glavnih izazova je bio ne prikazati Snježnu kraljicu (u filmu Elzu) negatvinim, već samo neshvaćenim i izoliranim likom. Disneyjev studio ima dugu tradiciju ekraniziranja poznatih dječjih priča i bajki, a svaka ekranizacija mora nacrt projekta sastaviti u dvanaest tjedana, a poslije se na sjednicama daju prijedlozi i predlažu se ideje uz konstruktivne bilješke. Buck i Del Velcho predstavili su svoj projekt Johnu Lasseteru, zbog čega je cijela produkcija filma odgođena, kako bi se na zajedničkoj sjednici svih sudionika projekta čulo što drugi misle o projektu. Umjetnički voditelj Michael Giaimo kasnije je priznao da se Lasseter igrao "mjenjača", odnosno da je često mijenjao pojedine detalje u nacrtima: 
 Produkcijski tim je potom počeo rješavati probleme u filmu, izradivši nekoliko varijanti spornih dijelova, a najbolju varijantu bi svi odabrali na zajedničkom sastanku. Prvi veliki korak je bila odluka da Anna u filmu postane protagonist (na temelju lika "Gerda" iz bajke Snježna kraljica), kao mlađa Elzina sestra, čime je uspostavljena obiteljska dinamika između likova. To je bila rijetkost, jer takav odnos između sestara obično nije glavni element radnje u američkim animiranim filmovima, s iznimkom Disneyjeog filma Lilo & Stich. Da bi u potpunosti istražio te dinamične odnose, Diney je sazvao "Sestrinski summit", na kojem su sudjelovale sve žene iz projekta koje su odrastale uz starije ili mlađe sestre, te su bile zamoljene da razgovaraju o svojim vlastitim odnosima s njima.

### Priča
U ožujku 2012. Jenifer Lee, jedna od scenarista animiranog filma Krš i lom, na scenariju je surađivala s Del Vechom. Lee je kasnije objasnila da nije posebno uživala na projektu "Krš i lom" koji se bližio kraju, ali je bila puna ideja za druge projekte i povezana s onim što misli Del Velcho. Prema Jenifer Lee, Del Velcho i Buck su već zamrznutim srcem otvorili koncept "čina istinske ljubavi koji će odmrznuti zaleđeno srce". Lee je naglasila kako žele prikazati pravu ljudsku ljubav između sestara, a ne romantiku, jer upravo zbog te ljubavi Ana želi spasiti Elzu. Edwin Catmull, predsjednik Disney Animationa, ranije je izjavio o filmu: "Prije svega, morate ispričati tu priču, ali završetak priče morate sami zaraditi... Ako ne, to će za vas biti velik problem, koji će vas isisati." Prije nego što je Lee donijela svoju priču, drugi scenarist je dobro započeo scenarij, a bračni par Lopezje pokušavao napisati pjesme za film, ali svi su radili sporije i s manje zanimacije. Zatim se cijeli scenarij potpuno urušio, kad je bračni par Lopez stavio previše svojih pjesama, od kojih neke niti nisu odgovarali temi. Producentski tim je sve počeo ispočetka, ali je imao samo 17 mjeseci, što je rezultiralo zgusnutom rasporedu i intenzivnom radu, a oko nedomuica se raspravljalo kraće.
Starije verzije filma mnogo su se razlikovale od novijih. U staroj verziji Elza je od početka negativac, koja si namjerno zamrzne srce, pobjegne s Anninog vjenčanja i potom se na nju vrati s vojskom snjegovića da zamrzne i njeno srce. U trenutku dolaska Jenifer Lee, priča se promijenila, tako da je Elza namjerno zamrznula Anino srce, a kad je bježala Hansu, Elza ju je pokušavala zaustaviti. Onda je Christian Buck predložio svoju verziju, u kojoj Annu želi prikazati suosjećajnom i osamljenom mlađom sestrom, kojoj nije jasno zašto je najednom Elza prekinula svaki kontakt s njom. Htio je prikazati Annu kojoj nije do vladarskog prijestolja, već do povratka sestrine ljubavi prema njoj, koju je Elza gajila u njenom ranom djetinjstvu. Također, starija verzija priče imala je brži razvoj događaja, te je više nalikovala akcijskoj komediji. Veliki napredak u stvaranju filma bila je pjesma "Puštam sve" bračnog para Lopez, koja je prisilila producentski tim da Elzu prikaže složenijom, ranjivijom i osjećajnijom osobom, koja nije namkerno naudila svojoj sestri niti je uživala u tome, već je to izjeda i psihički slama. U novinama The Daily Telegraph moglo se pročitati da se riječ negativac mijenja zbog tekstopisaca, koji su prikazali kao "prepadnutu djevojku koja se bori za kontrolu nad svojim moćima...a njena istinska ljubav prema Anni udahnut će joj dar života". Lee je podsjetila da su "Bobby i Kristen hodanjem u Prospect parku u Brooklynu i sami počeli govoriti da se osjećaju kao Elza. "Zaboravimo negativca. Pitajmo se samo kako bi se ja osjećao. Ona je sama i slobodna, ali je tužna poznajući činjenicu da je ponovno sama." Del Vecho je objasnio da je pjesma "Puštam sve" promijenila pogled na Elzu kao osobu, "u njoj samoj vlada strah da svojim moćima ponovo ne povrijedi Annu", zbog čega je i Lee promijenila prvi dio filma, "jer to su likovi kakvi bi živjeli u nama". Još jedan veliki iskorak koji je potpuno promijenio radnju filma bilo je stavljanje negativnosti samo na kraju filma, i to u ulozi princa Hansa. U najranijim nacrtima Hans se nije ni spominjao, potom je bio jedan od najboljih likova, no kad je stavljen kao negativac, otkriveno je da je zlo planirano mnogo ranije u zavjeri. Del Vecho je rekao: "Shvatili smo što je naviše važno, a to je nagli obrat radnje, u kojem će Anna shvatiti tko je zaista bio prava, a tko lažna i prolazna ljubav."
Za izgradnju Anninog i Elzinog odnosa kao rođenih sestara, Jenifer Lee je inspiraciju pronašla u svom vlastitom odnosu sa sestrom. Jenifer je rekla kako joj je njezina starija sestra bila velika inspiracija za Elzu, koju je nazvala svojom Elzom i s njom prošla crvenim tepihom na 86. dodjeli Oscara. Lee je otkrila da su se u mladosti udaljile i izgubile jedna drugu, ali su se ponovno našle kao odrasle, što je bila velika prekretnica u njenom životu, a i poslužilo je kao odlična ideja za film. Produkcijski tim je Elzinog antipatičnog i pesimističnog pomogača u nevinog i smiješnog Anninog prijatelja. Lee se na našalila da je Olaf iz prve verzije "ubij,ubij" snješko, a da je ovakav Olaf "sličniji nevinošću i čistoći dječjeg srca". Najveći problem i za scenariste i producente i režisere bio je rasplet radnje, a tu nedoumicu riješio je John Ripa. Sazvao je zajednički sastanak, na kojem je predložio svoju verziju raspleta, koji je bio tako dobar da su svi stajali u tišini dok Lasseter nije rekao "Nikada nisam vidio ništa slično", nakon čega su uslijdeile ovacije. Prije završne montaže, produkcijski tim je još jednom pregledao sve odbačene skice, iz kojih je izvukao nekoliko dobrih detalja, koji su konačnoj verziji dodani na kraju filma, kao što je trol s brooklynškim naglaskom koji je Elzi objasnio snagu njezinih moći. Nepotrebni detalji su izbačeni, kako se ne bi prekoračila vremenska granica od 90 minuta. O tome je Del Vecho na kraju zaključio: "Što smo na početku više pokušavali objasniti stvari bilo je složenije."

## Produkcija
Glumica Kristen Bell je 5. ožujka 2012. dala glas princezi Anni od Arendella. Jenifer Lee je priznala da je Kristen bila najbolji izbor za Annu, jer je imala iskustva i zbog izvedbe nekoliko pjesama u filmu Mala sirena, uključujući i pjesmu Dio vašeg svijeta (eng. Part of Your World). Za vrijeme snimanja filma bila je u trudnoći, zbog čega se njezin glas osjetno produbilo, iako to nije utjecalo na snimanje pjesama. Kao što je i protkol u Disneyju snimanje pjesama ponovila je dvadesetak puta, kako bi se od svih izvedbi izabrala ona najpogodnija za film. Bell je bila vrlo zadovoljna dobivanje Annine uloge, štoviše oduševljena rekavši "sanjam da sam u Disneyjevom animiranom svijetu". K tom je i pridodala: "Uvijek sam voljela Disneyjeve animacije, ali je ova žena, Anna, bila nedostižna za mene. Ona je dobra djevojka dobroćudnog stava, a ja osjećam kao da od nje radim stariju, čudnu i neugodnu djevojku. No, ponosna sam na njezin lik i njenu poruku."

Snježno kraljevstvo je pomalo feministički film za Disney. Jako sam ponosna na to. Film ima sve, ali je u biti to film o sestrinstvu. Mislim da su ove dvije žene ujedno bile natjecateljice među sobom, ali uvijek pokušavaju štititi jedna drugu. Sestre su jednostavno toliko komplicirane. Velika je stvar da svoj odnos imaju prikazan u filmu, i to za malu djecu.

Idina Menzel, veteranka Brodwayskog kazališta dobila je Elsin glas. Osim Else, odazvala se i audiciji za film Vrlo zapetljana priča (eng. Tangeld), ali je bila odbijena. Ipak redatelj istoimenog filma Jamie Sparer Roberts snimio je Menzelinu audciju na svoj iPhone, te ostavši zadivljen, zamolio je da ode na audiciju za Snježno kraljevstvo. Prije nego što su službeno dobile uloge, Menzel i Bell, su bili duboko impresionirani čitajući scenarij, te su od sreće zapjevale duet Wind Beneath My Wings, iako cijela glazba još nije bila sastavljena. Bell je sugerirala da ju Menzel posjeti u Kaliforniju, gdje ima kuću, kako bi zajedno pripremili svoje filmske uloge. Tekstopisci su također bili tamo prisutni, a Anderson-Lopez je, čuvši Bell i Menzel kako pjevaju duet u skladnoj harmoniji, rekao:"Lasseter će biti na nebu." Od toga je trenutka stalno inzistirao govoreći: "Bell i Menzel moraju biti u filmu i moraju ojevati duet." Također, i Jenifer Lee je izjavila:"One pjevaju poput pravih, rođenih sestri, i najednom mi ova kuća više nije prazna i suha." Između prosinca 2012. i lipnja 2013. Jonathan Groff se pridružuje ako bi svoj glas posudio Kristoffu, Alan Tudyk za Vojvodu od Šmizlograda, Santino Fontana kao princ Hans od Južnih mora i Josh Gad kao snjegović Olaf.
Nakon dugotrajne i opsežne izrade projekta, Lee je s tekstopiscima Lopez i Anderson-Lopez i redateljem Buckom radila na završnim detaljima, koji bi mogli ostaviti dojam na film. Lasseter i Catmull unaprijeđeni su kao suredatelji uz Bucka u kolovozu 2012. Njezina promocija najavljena je za 29. studenog 2012., čime je Lee postala prva žena koja je režirala cjelovečernji animirani film u Walt Disney Animation Studios. Lee je uglavnom radila na priči, dok se Buck više fokusirao na animaciju. Kasnije je Lee izjavila: "Jako sam dirnuta zbog onoga što je Chris učinio", te da "dijele istu viziju priče i osjećaje prema njoj." Do studenog 2012. godine, producentski tim se ponadao da će napokon uspjeti pronaći najbolji završetak radnje, ali prema Del Vechu, on je u veljači 2013. shvatio da cijeli film još nije skladan, jer su neke scene "iskakale" iz cijele kompozicije filma, tako da su se te scene ponovno izrađivale i snimale do lipnja 2013. Objasnio je: "Ponovo smo pisali pjesme, popravljali tekstove, i odjednom je film bio drukčiji, kao da smo uzeli krišku druge torte, ukusnije torte, ali je to bila velika borba." Gledajući unatrag u vrijeme, Anderson-Lopez našalio se da je sa svojom suprugom "Lopez" u to vrijeme mogao završiti na "rođendanskoj proslavi klauna", a kao konačni rezultat bi njihova karijera krenula nadolje. Podsjetili da se sve radilo i popravljalo do zadnje minute. Bračni par je u lipnju dobio zadatak da sklada pjesmu Prvi puta od kad pamtim u lipnju 2013., a već pet mjesecci prije bila je najavljena praizvedba filma. Ta je pjesma, prema riječima bračnog para Lopez, bila kotač i pokretač svima da na vrijeme završe film. Istog mjeseca, Disney pustio službeni sažetak (eng. trailer) filma publici podijeljenoj u dvije grupe (odrasli i djeca), koje su u Phoenixu, u Arizoni, prisustvovali anketi, koja je kasnije pomogla pri završetku izrade filma, a na ispunjavanju ankete su osobno prisustvovali Lasseter i Catmull. Kad je vidio pozitivne reakcije ankete cijeli produkcijski tim se sjetio riječi Jennifer Lee, koja je rekla da "kraj moraju zaraditi", što su oni i napravili, a i ona sam im je rekla "uspjeli ste" (eng. You did it!).

## Animacija
Slično i Vrlo zapetljanoj priči, Snježno kraljevstvo spaja značajke raučnalnu animacije s tradicionalnim crtanjem rukom. Od samog početka Christian Buck je znao da je Giamo najbolji izbor za razvoj tradicionalnog stila animacije, jer je Giamo znao izvući najbolje značajke i obrise Disneyjevih klasika iz 50-ih godina 20. stoljeća, Disneyjevih zlatnih knjiga i srednjostoljetnoj moderni (eng. Mid-century modern), te je sve te značajke pretočio kao umjetnički producent u Snježnom kraljevstvu. Buck, Lasseter i Giamo su bili stari prijatelji koji su se prvi put sreli na Kalifornijskom institutu za umjetnost, a i Giamo je bio umjetnički producent Disneyjevog klasika Pocahontas iz 1995. godine. Kako bi točno i kvalitetno prikazao vanjski prostor, odn. krajobraz, u kojem će se radnja filma odvijati, Giamo je opširno čitao o području Skandidavije i posjetio Dansku, tematski grad Solvang u Kaliforniji, nedaleko Los Angelesa. Ipak, na kraju je izabrao Norvešku, jer mu se ona učinila najpogodnijom za prikazivanje radnje, koja se odvija u hladnom sjevernom prostoru. Disney je sponzorirao tri putovanja, koja su trebala pomoći boljoj izradi filma, ali i podizanju atmosfere kod cijelog osoblja. Na jednom takvom putovanju u Jackson Hole u Wyoming, animatori i stručnjaci za posebne efekte iskusili su hodanje i trčanje u dugoj odjeći (haljinama i suknjama), kako bi si lakše predočili Elsin bijeg po snijegu ili samo trčanje po dubokom snijegu u dugoj ženskoj odjeći. Ekipa za rasvjetu i umjetnički producenti posjetili su "Ledeni Hotel" u Québecu, kako bi doznali kako se svjetlost pomoću fizike lomi na snijegu i ledu. Napokon, Giamo i nekoliko umjetnika otputovalo je u Norvešku, kako bi dobili inspiraciju iz ondašnjih planina, fjordova, arhitekture i kulture. . O tom izletu je Del Vecho rekao: 
  "Bio je to osjećaj iz filma Lawrence od Arabije, i opsegom i mjerilom", zaključio je Del Vecho.
Tijekom 2012., dok su Giamo, animatori i umjetnici provodili pripremna istraživanja za razvoj cjelokupnog filma, produkcijski tim se još uvijek borio kako bi stvorio uvjerljivi scenarij, što adekvatno nije ostvareno do studenog 2012., a i nacrti i scenarij su zahtijevali izmjene na ponekim mjestima, kako bi se ostavio još bolji dojam na gledatelja filma. Kao rezultat tih sitnih promjena, vrijeme za snimanje preostalih singlova je smanjeno na 12 mjeseci, što je dodatno pritisnulo tektopisce, ali i glumce da ubrzaju snimanje. Drugi filmovi, poput Pixarove Priče o igračkama 2, bili su završeni na vrijeme, ali je to značilo mnogo neprospavanih noći i mnogo stresa. Jenifer Lee je procijenila da je osoblje za izradu filma Snježno kraljevstvo iznosilo 600-650 osoba, "uključujući 70 osoba zaduženih za rasvjetu i scenu, 15-20 umjetnika i nekoliko usmjeravatelja i voditelja". Del Vecho je objasnio kako je tim za animaciju filma bio organiziran: 
 Disney je doveo i Warner Loughlina, koji je pomogao animatorima da bolje shvate likove koje stavaraju, i da ako su u nedoumici, se stave u njihovu situaciju. Kako bi dobili pregled i vlastiti dojam svake scene, neki animatori su proučavali svoj karakter i prenosili ga na likove, te na kraju analizirali njihov odnos u svakoj sceni. Kreatorica Else radila je zajednom s Wayneom Untenom, koji joj je pomogao pri stvaranju Elsinog složenog karaktera. Unten je pažljivo stvorio plašljiv Elsin karakter, koji je bio u potpunoj suprotnosti s Anninom neustrašivosti. Također, Unten je snimao Menzelino disanje, kako bi se slagalo s Anninim disanjem i tako se u potpunosti poistovijetilo s Idinom Menzel. Što se tiče izgleda i kinematografije filma, Giamo je bio pod velikim utjecajem Jacka Cardiffa i njegovog filma Crni narcis. Prema njeogvim riječima iz tog filma je unio hiper-realnost u Snježno kraljevstvo: 
 Osim na Cardiffa, i Ted D. McCord ostavio je utjecaj na Giama, koji je uz Lasseterovo odobravanje naložio da se film snima u formatu Cinemascope. Giamo je također želio osigurati da norveški fjordovi, arhitektura i mentalitet ondažnjih ljudi, budu ključni faktori u oblikovanju grada Arendella. Giamo, čija je pozadina u tradicionalnoj animaciji, rekao je da je umjetnost dizajnirati okoliš, tako da izgleda stvarno. Htio je ujediniti Arendell i borove šume, koje ga okružuju, i time stvoriti pozadinu koja je će biti važna za odigravanje radnje filma, a ujedno će i ostaviti veliki dojam na gledatelja. Stoga je Giamo zatražio da u krajoliku prevladavaju zasićene boje, što nije uobičajeno računalnoj animaciji, već više tradicionalnoj. Time je Giamo ujedinio tradicionalnu i računalnu animaciju, bez da bi to na bilo koji način utjecalo na ostatak filma. Kako bi film bio što autentičniji, producenti i animatori su proučavali kretanje i ponošanje sobova, kako bi to iskustvo prenijeli na animiranje soba Svena, vjernog pratioca ledolomca Kristoffa. Drugo važno pitanje, koje je učilo Giama, bilo je kostimografija, za koju je "znao da će biti problem od samog početka". Da bi ostvarili svoju zacrtanu viziju, Giamo je doveo dizajnericu Jean Gillmore, koja je radila kao pomoćni kostimograf na filmu. Dok tradicionalna animacija kostimografiju integrira s karakterom dizajna i tretira odjeću samo kao dio likova, računalno generirane animacije kostim smatraju zasebnim entitetom s vlastitim svojstvima i ponašanjem, a u Snježnom kraljevstvu su se razvijali još neki detalji, poput proreza, dugmadi, podrezivanja i šivanja. Gillmore je objsnila da je likove željela prikazati u modi 1840-ih godina, s detaljima iz norveške nošnje 19. stoljeća. Gillmore je to ostvarila vunenom tkaninom s naglscima baršuna, lana i svile. Kako bi odjeća bila što stvarnijeg i istinitijeg izgleda Giamo je animatorima donosio uzorke norveške nošnje, lana, svile i vune, kako bi im poslužili kao izvor, na temelju kojega su stvarali odjeću za likove. Također, Giamo ih je sve odveo u Disneyjevo skladište kostima u Fullertonu u Kalifroniji kako bi stekli iskustvo i dobili inspiraciju za izradu kostima, koje će krasiti likove u Snježnom kraljevstvu. Pri stvaranju digitalne slikane simulacije snježne površine, važnu su ulogu imali pravilna osvijetljenost, duljina i širina scene i naglašenost autentičnih odjevnih predmeta. Tijekom izrade filma, ime filma promijenjeno je sa Snježna kraljica na Snježno kraljevstvo (na engleskom jeziku s The Snow Queen na Frozen). Peter Del Vecho objasnio je da je naslov filma Snježno kraljevstvo (eng. Frozen), došao neovisno o prijedlogu filmske ekipe iz Vrlo zapetljane priče (eng. Tangeld), koja je navodno predložila promijenu naziva filma: 

### Tehnološki razvoj
Studio je također razvio nekoliko novih alata za proizvodnju posebnih obilježja snijega i leda, npr. stvaranje prhkog površinskog ili debelog dubokog snijega za interakciju s likovima. Kao što je navedeno kod animacije, nekoliko Disneyjevih umjetnika i tehničkih stručnjaka otputovalo je u Wyoming, gdje su u haljinama i suknjama hodali po dubokom snijegu, kako bi dobili osjećaj koji su morali prenijeti na hod likova i posebne efekte u filmu. Dr. Kenneth Libbrecht, profesor s Kalifornijskog instituta za tehnologiju, bio je pozvan održati predavanje o oblicima snijega i leda, njihovim svojstvima i o jedinstvenosti pahulja. Koristeći ovo stečeno znanje, grupa stručnjaka za posebne efekte stvorila je generator koji je stvarao 2.000 različitih oblika pahuljica za potrebe samog filma. Još jedan izazov, kojega je tehnološki studio morao izvršiti, bilo je vjerodostojno snimanje tragova nogu tijekom hoda kroz duboki snijeg, uz istovremeni zvuk strizanja leda. U cilju da to postignu, programski inženjeri služili su se naprednom matematikom i fizikom, uz pomoć znanstvenika i istraživača s UCLA-e, koji su proizveli snježni softverski simulator pod nazivom Matterhorn, koji je sposoban prikazivati stvarno padanje snijega u virtualnom okruženju, zbog čega je bio korišten u 43 scene u filmu. Jedan od inženjera koji su stvorili Matterhorn, Aleksej Stomakhin, rekao je da je "i snijeg bio važan lik u filmu". Zahvaljujući softveru, Snježno kraljevstvo je mnogim filmašima privlačilo pozornost zbog velike realnosti unatoč virtualnoj obradi.
 Od ostalih alata koji su pomagali stvarateljima i umjetnicima svakako se ističu i posebne prostorije, koji su omogućili daljnja ispitivanja i analize dosad napravljenog dijela filma, na temelju kojih su se donosile odredbe o brisanju ili nadopunjavanju nekih scena ili detalja. Također, umjetnici su tamo izrađivali snjegovića Olafa, te u pažljivo dodali ruke od suhih grana, te su stvarali njegove pokrete i oblikovali njegov hod. Snow Batcher, koji je došao pregledati završni izgled umjetnog snijega, šetnjom kroz prostoriju ispunjenu snijegom, također je dodatno pomoglo da umjetnici i stvaratelji svoj posao obave profesionalno i na vrijeme. Mnogi drugi računalni programi i operativni sustavi pomagali su pri izradi Elsine kose, koja se sastoji od 420.000 računalno proizvedenih pramenova odn. vlasi, dok ih prosječan čovjek na kosi ima oko 100.000. Snježno kraljevstvoje po broju simulirane nošnje i odjeće stanovnika Arendella, koji iznosi 245 nošnji 312 komada različite vrste odjeća, daleko nadmašio sve dosadašnje Disneyjeve klasike. Pedeset umjetnika i informatičara stvorili su pedeset efekata, koji su korišteni u sceni kada Elsa gradi svoj velebni ledeni dvorac na Sjevernoj gori. Trebalo je 30 sati rada za izradu 3D efekata i gotovo 4.000 različitih virtualnih vrsta materijala, kako bi se ta scena napravila i snimila na vrijeme. Osim 3D efekata, informatičari su koristili i 2D ilustracije i crteže za određene elemente i sekvence u filmu, uključujući Elsinu magiju snježnih skulptura, kao i zamrzavanje vodoskoka i kata dvorca. Evan Goldberg, glavni tehnolog i menadžer rekao je o važnosti tehnologije u stvaranju Snježnog kraljevstva:

### Skandinavska i laponska inspiracija
Cijeli film je pod utjecajem norveških kulturnih običaja, koji dolaze iz skandinavske kulture. Nekoliko se stvarnih spomenika pojavljuje kao inspiracija gradnji u filmu, poput tvrđave Akershus, u Oslu, katedrala Nidaros, u Trondheimu, te Bryggen u Bergenu. Također, i brojni drugi tipični kulturni skandinavski elementi su bili uključeni u filmu, poput sredonjovjekovnih crkava, trolova, vikinških brodova, fjordova,  divljih konja, vunena odjeća i hrana poput lutefiska. Skandinavski običaji, poput igre Svibanjska motka (eng. Maypole) također su prikazani u filmu, a na kućama i u Elsinim knjigama se može iščitati i staro pismo rune. Također, u filmu postoji scena u kojoj se dva muškarca svađaju je li bolje da kora drveta za ogrjev stoji prema gore i prema dolje, je stara norveška rasprava, u kojoj svaka obitelj na drukčiji način tumači kako najbolje skladištiti drva za ogrjev. Osim skandinavskih, u filmu se javljaju i neki laponski (Sami) elementi, kao što je korištenje saonica za prijevoz leda, načini odijevanja i glazba. Neke dekoracije, poput dvorskih stupova i Kristoffovih saonica, također su inspirirani laopnskom arhitekturom. Tijekom svog terenskog rada u Norveškoj, Disneyjev tim je posjetio Rørosrein i laopnsku obiteljsku tvrtku, koja peče meso od soba i organizira turističke obilaske. Grad Arendell je napravljen po uzoru na Nærøyfjord, najduži norveški fjord, koji je na UNESCO-ovom popisu svjetske baštine, dok je dvorac u Oslu s ručno oslikanim uzorcima na sva četiri zida poslužio kao inspiracija za kraljevski zamak. Stvaratelji filma su u Norveškoj stekli veliko iskustvo i znanje o ondašnjoj arhitekturi i kulturnoj baštini, te su se bolje upoznali s odbijanjem svijetla i boje na snijegu i ledu, a naučili su i mnogo toga o vremenskim uvjetima i promjenama. S putovanja u Norveškoj su na film prenijeli tri važna čimbenika: fjordovi, koji su kao masivni zaljevi štitili Arendell od otvorenog mora, srednjovjekovne skandinavske crkve, prepoznatljive po trokutastim krovovima i šindrama i norveška narodna nošnja i kulturna baština koji su uvelike pridonijeli u oblikovanju vanjskog prostora.

## Glazba i dizajn zvuka
Tekstove za pjesme u Snježnom kraljevstvu napisali su Robert Lopez i Kristen Anderson-Lopez, a oboje njih je 2011. sudjelovalo u izradi filma Medvjedić Winnie u produkciji Petera Del Vecha, koji ih je nakon tog projekta angažirao za film Snježno kraljevstvo. Osim Medvedića Winnia bračni par Lopez pisao je i za animirani film Nemo 2007. godine, ali je Disney bio jako nestrpljiv, pa ih je s produkcijskim timom poslao u New York, gdje se bračni par posvetio svojim dvjema kćerima. Kristen Anderson Lopez je smatrala da je Disney bio zainteresiran za suprugov glazbeni i literarni talent, jer je znao napisati jako snažne i uvjerljive priče, ali je više volio skladati glazbu. Ukupno 23 minute filma popraćeno je ili potpuno posvećeno glazbi. Iako par Lopez živi u New Yorku, blisko je surađivao s produkcijskim timom u Burbanku u Kaliforniji, a gotovo svaki dan su imali zajedničke transkontinentalne videokonferencije tijekom sljedećih 14 mjeseci. Za svaku pjesmu koju su skladali, bračni par Lopez je snimio demosnimku u svom kućnom studiju, a zatim ju e-poštom poslali na sljedeću videokonferenciju u Burbank. Bili su svjesni da je njihov posao bio u usporedbi s onim Alana Menkena ili Howarda Ashmana iz vremena Disneyjeve renesanse, stoga su se u svakoj nedoumici pitali: "Što bi Ashman učinio?". Na kraju su napisali 25 različitih pjesama za film, od kojih je osam uklopljeno u završnu verziju Snježnog kraljevstva. Jedna od tih pjesama, imena Po prvi put zauvijek (eng. Prvi puta od kad pamtim) je s pjesmom Puštam sve stekla najveću popularnost među odabranim pjesmama za film. Ostalih 7 od 17 pjesma su kasnije pušteni na luksuzno izdanje na nosaču zvuka. U veljači 2013., Christophe Beck, bio angažiran, temeljem svog dobrog rada na prijašnjem filmu Paperman, odrediti konačni raspored pjesama u filmu, te ih nakon usuglasavnja ostalih djelatnika na izradi filma, uklopiti ih u flim. 14. rujna 2013., Sami glazbenik Frode Fjellheim, dao je dopuštenje da njegova pjesma Eatnemen Vuelie nude uvodna pjesma u filmu, jer sadrži elemente samskog pjevanja "joik". Također, glazbeni producent je pozvao norveškog jezikoslovca da prilagodi stihove pjesme za Elsinu krunidbu staronorveškom jeziku, i otputovao u Trondheim kako bi snimio ženski pjevački zbor Cantus, koji je izvodio pjesmu inspiriranu tradicionalnom Sami glazbom. Pod nadzorom zvuka inženjer David Bouche, započeo je snimati vokalne izvedbe za film, u listopadu 2012. godine, u studiju u Hollywoodu, gdje su prije snimanja preslušavali demosnimke bračnog para Lopez. Većina dijaloga snimljena je u Disneyrvom studiju u Burbanku, gdje je Gabriel Guy praznim dijalozima dodavao zvučne efekte. Neki dijalozi, zabilježeni nakon snimanja pjesama u oba studija (Sounset Sound i Capitol Studios), uključujući one dijaloge između Anne i Else, išli su na vokalnu izolaciju, kako bi se izbjegle tonske smetnje i poboljšala kvaliteta zvuka. Dodatni dijalozi zabilježeni su u Walt Disney studiju u Burbanku i u New Yorku, jer je producenstki tim bio vrlo zauzet oko rasporeda filma i uključivanja glumaca, poput Sanitna Fontane. Bračni par Lopez je svoje pjesme u pratnji glasovira poslao u Salem u Oregonu, kako bi na temlju pjsama Dave Metzger napisao aranžman s orkestrom. Metzger je aranžman izradio s Beckom, kako bi ga prilagodio modernom glazbenom izričaju. Za orkestralnu filmsku gazbu, Beck je prednost dao norveškoj i laponskoj glazbi, a izričito je tražio uključivanje instrumenta bukkehorn i tradicionalnog voklane tehnike pjevanja, kao što je kulning. Beck je mnogo radio s bračnim parom Lopez na sjedninjavanju njihovih aranžmana u jednu pjesmu, koja će postići dobar rezultat u filmu. Od početka do kraja bilo je važno imati glazbeni trio, koji se na kraju usuglasio oko najboljeg aranžmana. Isto tako Beckov pomoćnik Casey Stone, nadgledatelj snimanja pjesama i filmske glazbe,  radio je mnogo s Beckom na namještavanju glasnoće pojedinih dijelova pjesama, kako bi se dobili prijelazi iz tišeg u glasno i obrnuto, a rezultat toga bila je besprijekorna glazbena rečenica koja je dinamiku prilagođavala ugođaju filma. Na kraju je dobiven dobar spoj vokalne i orkestralne glazbe, koja nije ugrožavala pjevački solo. U Warner Bros studiju u Burbanku smjestilo se 80 svirača orkestra i 32 pjevača, među kojima je i bio rođena Norvežanka Christine Hals. Od 22. do 24. srpnja 2013. Boucher je nadzirao snimanje pjesama s bračnim parom Lopez, a potom su Stone i Beck preuzeli nadzor od 3. do 6. i 9. – 10. rujna na pozornici Eastwood, nakon kojega je Beck doma sve snimke preslušao i dodavao im potrebne efekte u Santa Monici u Kalfironiji. Što se tiče zvuka u filmu, Jenifer Lee je izjavila: 
 Da bi što bolje prenio zvukove snijega i leda na film, dizanjer zvuka i stručnjak za zvučne efekte Odin Benitez otputovao je u planinske dijelove Kalifornije, kako bi snimio te zvukove na zamrznutom jezeru. Snimanje posebnih zvukova, koji su se dodavali singlovima dijelom je odradio i Warner Bros. Records. Također, Disney je za dnevnicu od 50 funti unajmio nekoliko filmskih tehničara, da pomognu pri stavaranju snijega i oblikovanju vanjskog krajolika. Producentski tim je izradio pet različitih vrsta snijega, te je nakon isprobvanja svih vrsta na odgovarajućoj sceni, odabrana najbolja vrsta, koja je umetnuta u film. Najveći problem je bilo oponašanje Elsinog hoda po kristalnoj i ledenoj palači, koje je nakon osam poku+šaja, koji su uključivala tuckanje o čaše za vino i udraranje metalnih noževa po ledu, a problem je riješen mješavinom triju različitih zvukova. Iako su  vokal, glazba, zvučni efekti i većina dijaloga snimljeni na drugim mjestima, završni remiks na Dolby Atmos formatu izvedeno je u Disneyju, a izvođač je Casey E. Fluhr iz Disney Digital Studio Services (hrv. Disneyjeve digitalne studijske usluge).

### Sinkronizacija
Kao i mnogi drugi uspješni Disneyjevi animirani klasici, film Snježno kraljevstvo preveden je na 41 jezik, po čemu je jedan od najprevođenijih Disneyjevih filmova (za usporedbu, film Kralj lavova preveden je na 15 jezika). Najveći problem bio je pronaći sopranisticu, koja, kao i Idina Menzel, ima raspon glasa od tri oktave, pa je svaka sinkronizacija morala pronaći osobu najsličnijih vokalnih mogućnosti.
Rick Dempsey smatra proces prevođenja filma "jako zahtjevnim", te je to opisao kao "žongliranjem kako bi se dobro preveo tekst, ali da ne ugrožava rimu, ritmičnost i melodiju. Lopez je kasnije rekao da ih je Disney zamolio da iz svojih pjesma maknu neke metaforične izraze i igre riječi, kako bi se što više olakšao proces sinkronizacije Snježnog kraljevstva i kako bi film bio lako prevediv na globalnoj razini. Također, Disney je imao i audicije na sinkronizaciju na njemački, francuski, španjolski, portugalski jezik, te za sve ostale jezike. Od gotovo 200 različitih kandidata, 41 je izabran (za svaki jezik) kako bi dali glas Elsi na svom materinskom jeziku.  Tako je u hrvatskoj verziji Elsi glas posudila Kristina Krepela, kojoj su djeca dala nagradu "Sinki" za najbolji posuđeni glas. Gotovo 900 ljudi u 1.300 snimanja radilo je na sinkronizaciji na nekim poznatijim svjetskim jezicima.

## Premijera i distribucija u kina
Distribucija Snježnog kraljevstva u SAD-u započela je 27. studenog 2013., s kratkim animiranim filmom Get a horse iz novog serijala filmova o Mickey Mouseu. Tjedan dana prije, 19. studenog 2013., u kinoodvorani El capitan, u Hollywoodu, održana je premijera filma na kojoj su nazočili Peter Del Vecho, Idina Menzel, Kristen Bell, Chris Buck i mnogi drugi koji su pune dvije godine radili na izradi filma, a petodnvno ograničeno izdanje premiere filma (eng. limited release) trajalo je do 22. studenog 2013., prije odlaska u američka i kanadska kina. Prije filmskog izdanja u kinima, pjesma Puštam sve mogla se poslušati na izložbi Disney Expo 23, u ljeto 2013., a pjesmu je izvela sama Idina Menzel na pozornici. Službeni sažetak filma (eng. official trailer) završen je 18. lipnja 2013., a na tržište pušten 26. rujna 2013. Film je također dobio i svoje mjesto u nekoliko Disneyjevih tematskih parkova, kao Fantasyland, Svijet boja, Norveški paviljon, Disneyjevo putovanje Kalfiornijom, a našao se i u Epcotu i pariškom Disneylandu. I Disneyland i EPcot nude prijam djece i posjetitelja u kostimima Else, Anne, Kristofa i Olafa. Dana 6. studenog 2013. Disney Consumer Products je pustio u prodaju seriju igračaka vezanih uz film u sve maloprodajne i veleprodajne trgovine. 31. siječnja 2014. godine u 2057 kina u SAD-u objavljena je Sing-along (karaoke) verzija pjesama iz filma, a gledatelji su uz ritam padanja pahuljica, pjevali tekst pjesme napisane na zaslonu. Nakon širokog puštanja filma u Japanu 14. ožujka 2014. godine, također je obavljena karaoke verzija, ali na japanskom jeziku. Karoke verzija uz film u britanskim kinima puštena je 28. rujna 2014.  U hrvatska kina film je došao 28. studenog 2013. sa sinkronizacijom i izašao u 2D i 3D obliku, a film su distribuirali CineStar i neka nezavisna kina. Već u prva četiri dana prikazivanja u Hrvatskoj film je pogledalo 13.092 gledatelja, ostvarivši prihod od 385.942,00 kn.

### DVD i Blu-ray izdanja
Film se 25. veljače 2014. pojavio na trgovini Google Play, uz mogućnost digitalnog preuzimanja, na iTunes Storeu i Amazon Instant Video. 18. ožujka 2014. Walt Disney Studios Home Entertainment pustio je u slobodnu prodaju film na Blu-ray Disku i DVD-u. Posebni dodaci za Blu-ray Diskove uključuju i kratki trominutni film The Making of Frozen, koji govori o cijelom procesu nastajanja i razvoja filma, D'frosted, pogled u Disneyjevo nastojanje da ekranitira Andersenovu bajku Snježna kraljica, izbrisane scene, službeni kratki sažetak filma (eng. official trailer) i pjesmu Puštam sve, u čijem se spotu pojavljuju Demi Lovato, Martina Stoessel, i Marsha Milan Londoh., dok DVD izdanje uključuje kratke filmove Get a horse i The Making of Frozen, izbrisane (smiješne) scene i pjesmu Puštam sve. Prvog dana prodaje filma u obliku Blu.ray Diskova i DVD-a, prodano je 3.2 milijuna primjeraka, čime je Snježno kraljevstvo najprodavaniji film kućnih medija (DVD, Blu-ray, CD) u drugom desetljeću 21. stoljeća i na Amazonu najprodavaniji animirani film svih vremena. Također, Snježno kraljevstvo je film s najviše preuzimanja putem inetrneta uopće, od samog postojanja interneta.
Film je nakon prvog tjedna prodaje zauzeo br.1 (eng. No.1) pop prodaji u SAD-u, prodavši 3.969.270 Blu-ray DIskova u vrijednosti od 79.266.322 dolara tijekom prvog tjedna prodaje, što je činilo preko 50% ukupne prodaje kućnih medija tijekom tog tjedna. Time je Snježno kraljevstvo bilo na vrhu ameičke ljestvice punih 6, odnosno nepotpunih 7 tjedana, do 4. svibnja 2014. I u Ujedinjenom kraljevstvu je film zauzeo 1. mjesto najprodavanijeg filma na Official Video Chart Prema Official Charts Company već se u prva dva dana (31. ožujka 2014. i 1. travnja 2014.) film prodao u više od 500.000 Blu-ray Diskova, a u prva tri tjedna je ukupno prodano 1.45 milijuna primjeraka filma, što ga čini najprodavanijim filmom u Ujedinjenom kraljevstvu 2014. U prva 4 tjedna u Japanu prodano je 2.025.000 Blu-ray Diskova, i time je film nabrže prekoračio brojku od dva milijuna prodanih primjeraka u Japanu. Samo u SAD-u film je u cijeloj 2014. godini zaradio 308,026,545 $. Ukupno se u 2014. godini prodalo 18 milijuna primjeraka filma, što ga čini najprodavanijim filmom svih vremena. Slijedeći prijašnji uspjeh, 12. kolovoza 2014., na posebnom DVD-u su izdane karaoke s pjesmama iz filma. 10. svibnja 2015. Film je u Hrvatsku došao u obliku sinkroniziranog DVD izdanja.

### Zaštita imena i marke
Krajem prosinca 2013. godine, Walt Disney Company podnio je tužbu federalnom sudu u Kaliforniji tražeći zabranu nastavka distribucije francuskog filma The Legend of Sarila (hrv. Legende o Sarili) u produkciji 10th Ave Productions i CarpeDiem Film & TV, koji je distibuirao Phase 4 Films, jer je prekršio autorska prava filma Snježno kraljevstvo. Disney u tužbi navodi da je samo tri tjedna nakon premijere njihova filma, Phase 4 Films svečano najavio i objavio premijeru Legende o Sarili, koja je ostvarila "minimalnu zaradu i ničime nije privukla značajniju pozornost" te oponašajući Disneyjev animirani film "redizajnirao umjetnička djela, pakiranje, logotip i ostale promotivne materijale za reklamiranje i oglašavanje filma Snježno kraljevstvo i srodnu robu". Iako se filmski naslovi ne mogu zaštiti, Disney je dokazao veliku sličnost između logotipa i oblikovanja slova u naslovu. Do kraja siječnja 2014. godine sklopili su dogovor, prema kojem je sporni film Legende o Sarili morao prvo izraditi, a potom koristiti i zaštiti svoj originalni logotip, marku i druge detalje iz filma koji su zbunjujuće podsjećali na Disney. Prema nagodbi je Phase 4 Films bio dužan platiti Disneyju 100.000 $ prije 27. siječnja 2014., i potruditi se u određenom vremenskom periodu ukloniti kopije detalja, likova ili krajolika iz filma.

### Piratstvo
Prema stranici Excipio, koja prati internetsko piratstvo, Snježno kraljevstvo bilo je drugi film 2014. (iza Vuka s Wall Streeta), s 29,9 milijuna nelegalnih prenošenja datoteka filma s raznih torrent stranica.

## Zarada

### Box office
Snježno kraljevstvo samo je na prostoru Sjeverne Amerike zaradilo 400,7 milijuna $, a na ostalim tržištima 873,5 milijuna $, što čini zaradu od 1,274 milijarde američikh dolara. Internetska stranica Deadline.com izračunala je i objavila da je film prešao zaradu od 400 milijuna $. To ga čini osmim najbrže rastućim filmom i najbrže rastućim animiranim filmom uopće i najbrže rastućim filmom 2013. i trećim najbrže rastućim filmom režiranim u Walt Disney Animation Studiosu. Samo u vikendu nakon premijere filma zarađeno je 110,6 milijuna $. 2. ožujka 2014., 101. dana nakon premijere, zarada od filma prešla je brojku od milijardu američkih dolara, postavši time 18. film s najvećom dobiti, 7. Disneyjev film po dobiti i drugim Disnyevim filmom 2013. (poslije Iron Mana 3) i prvi film koji je uspio preći zaradu od milijardu od Priče o igračkama 3.
Časopis Bloomberg Business ustanovio je u ožujku 2014. kako je financijskim analizama izračunato da ukupna cijena izrade filma iznosi od 323 do 350 milijuna $ za izradu, oglašavanje, isporuku u kina, te je procijenio da je od prodaje box office ulaznica, skidanja preko interneta, kupovanja diskova i televizijskih prava film zaradio preko 1,3 milijarde američkih dolara.

### Sjeverna Amerika
Američka korporacija za prodaju ulaznica Fandango objavilo je da je prodaja kinoulaznica za Snježno kraljevstvo oborilo sve rekorde koje je do tada držao animirani film Merida Hrabra i time postalo najprodavaniji animirani film u povijesti tvrtke krajem siječnja 2014. Karaoke verzija filma s najvažnijim pjesmama iz njega, također je skočila na vrh prodaje i održala se kao najprodavanija i najtraženija roba sljedeća tri dana. Nakon svečane premijere 22. studenog 2013. u kazalištu El Capitan Theatre u Hollywoodu, film je odmah u prvih pet dana i prije javnog puštanja u američka kina zaradio 342,839 $ samo do 27. studenog 2013. uljučujući 1,2 milijuna $ s predstavljanja filma u utorak, čime je film oborio rekord za najveću zaradu na predstavljanju i večernjoj zabavi iza Vrlo zapetljane priče (11,9 milijuna $), koja je odmah iza Igara Gladi:Plamen, koja je apsolutni rekorder sa zaradom od 20,8 milijuna $ samo u jednoj večeri. Tijekom posljednjega vikenda u studenom film je na brojnim predstavljanjima povisio zaradu na 67,4 milijuna $, otvarajući Otvorena vrata Snježnog kraljevstva u zgradi Walt Disney Animation Studiosa. Ubrzo je nakon otvorenih vrata Snježno kraljevstvo proglašeno animiranim filmom s najvećom zaradom tijekom jednog vikenda tog trenutka u svijetu. Udio posjetitelja ženskog spola na danima filma tijekom vikenda iznosio je 57%, a udio obitelji koje su došle na promociju i zabavni program visokih 81%. Osim 67,4 milijuna $ zarade tokom predstavljanje preko vikenda, tijekom pet dana sljedećega tjedna (srijeda-nedjelja) zarada je dostigla brojku od 93,6 milijuna $. Snježno kraljevstvo je također dobilo naslov filma s najvećom zaradom tijekom tri i pet dana predstavljanja i zabavnog programa, iza drugog nastavka triologije Igara gladi Plamen. Već tijekom drugog tjedna predstavljanja Snježno kraljevstvo je skočilo na prvo mjesta zarada od predstavljanja s 31,6 milijuna novih $ zarade ispred Priče o igračkama 2 (27,8 milijuna $), i zauzeo 6. mjesto po zaradi u 2013. godini. Film je zauzeo mjesto među top 10 i zadržao ga punih šesnaest tjedana. Od 2002. Disney nije imao tako duga predstavljanja koja su donosila toliku zaradu, a predstavljanja Snježnog kraljevstva u SAD-u trajala su punih dvanaest tjedana. Tako je Snježno kraljevstvo postalo prvi film koji je nakon Avatara držao prvo mjesto šest ili više vikenda tijekom predstavljanja i zabavne turneje. U Sjevernoj Americi Snježno kraljevstvo zauzelo je 19. mjesto na popisu najbrže rastućih filmova, 3. mjesto na popisu filmova za 2013., 4. mjesto na popisu najbrže rastućih animiranih filmova, najbrže rastući animirani film 2013., peti najbrže rastući 3D film i drugi najbrže rastući film Walt Disney Animation Studios filmsa. Po zaradi i popularnosti u Sjevernoj Americi, to je treći najpopularniji i najprofitabilniji film nakon Potrage za Nemom i doprijašnjeg potpunog rekordera Kralja lavova.

### Ostala tržišta
Izvan tržišta Sjeverne Amerike Snježno kraljevstvo je peti najbrže rastući film, najbrže rastući animirani film i najbrže rastući film za 2013. godinu. Također, to je nabrže rastući Disneyjev film u Danskoj, Venezueli i Južnoj Koreji., te u više od 45 država i teritorija, uključujući Latinsku Ameriku (posebno Meksiko i Brazil), Ujedinjeno Kraljevstvo, Irsku, Maltu, Rusiju, Ukrajinu, Norvešku, Kinu, Maleziju, Singapur i Australiju.
Iako je u prvom tjednu prikazivanja u ostalim državama Sjeverne Amerike utržio 16,7 milijuna $ iz 16 kino kuća, rezultati na ostalim tržištima donijeli su i dvostruko veću zaradu u prvom tjednu prikazivanja. Samo od 10. do 12. siječnja 2014. Snježno kraljevstvo zaradilo je 27,8 milijuna $ izvan SAD-a. i sjevernoameričkog filmskog tržista, a još jedan "zlatni vikend" dogodio se od 7. do 9. veljače 2014. kada je utrženo 24 milijuna $ čiste zarade. U prvih pet dana prikazivanja u Kini zarađeno je 14,3 milijuna $, a niti na predstavljanju u Rusiji film nije pobacio (11,9 milijuna $ zarade za vrijeme Disneyjevog tjedna, ne uključujući ostale filmove), dok se u Japanu u tri dana zaradala popela na 9,73 milijuna $. Film je oborio rekord gledanosti animiranog filma za vrijeme premijernog vikenda i u Švedskoj. Ukupna zarada tijekom prvih nekoliko premijernih vikenda dostigla je naviše brojke u Japanu (246,7 milijuna $) i Južnoj Koreji (76,6 milijuna $) i na zajedničkom tržištu Ujedinjenog Kraljevstva, Irske i Malte (65,7 milijuna $). U Južnoj Koreji Snježno kraljevstvo drugi najbrže rastući film na stranom jeziku, najbrže rastući Disneyjev film i prvi animirani film s više od 10 milijuna prodanih ulaznica i pogleda trailera. FIlm je u Japanu dobio status trećeg najbrže rastućeg filma u povijesti Japanske kinematografije, drugi najbrže rastući popuarni film (iza Titanica) i najbrže rastući Disneyjev film. Također, film je punih šesnaest tjedana bio prvi na japanskoj ljestvici gledanosti i popularnost sve dok Disney nije objavio realizaciju filma Maleficent.

## Kritike
Snježno kraljevstvo je uglavnom dobilo pozitivne kritike, u kojima je film često uspoređivan s drugim filmovima Disneyjeve renesanse, pogotovo Malom sirenom, Ljepoticom i zvijeri, Aladinom i Kraljem lavova. Neki novinari ovaj film su nazvali početkom Druge Disneyjeve renesanse, naglašavajući visoki stupanj kvalitete i obrade filma. Film je često bio hvaljen zbog odličnog spoja glazbe, slike i riječi i odličnih uloga Idine Menzel i Josha Gada. Također, kritičari su dobro prihvatili pjesmu "Puštam sve" koja je za mnoge ostavila snažan dojam na film. Internetska stranica Rotten Tomatoes objavila je da je 89% svih kritičara na temelju 214 kritika dalo pozitivne kritike: 
Metacritic, provjerena i cijenjena stranica, koje svoje kritike temelji na 100 kritika 74 filmskih kritičara i 34 zemlje, također je pozitivno ocijenila film. Poduzeće CinemaScore dalo je Snježnom kraljevstvu ocjenu A+, na skali od A+ (kao najbolja ocjena) do F (kao najgora ocjena), temeljenu na kritikama korisnika i kritičara tijekom prvog tjedna prikazivanja i predstavljanja filma. Prema anketi koju je provodila američka korporacija Fandango provedenoj na 1.000 ispitanika, 75% kupaca kinoulaznica reklo je da je već jednom gledalo ovaj film i da idu u kino po drugi put na njega, a 52% kupaca ga je već vidjelo barem dva puta. Također, 55% ispitanika odgovorilo je da im je pjesma "Puštam sve" najdraža, dok su ostale dvije pjesme (Snjegovića sa mnom gradi i Prvi puta od kad pamtim) najdraže za 30% ispitanika. Prema američkim filmskim kritičarima Richardu Corlissu, dopisniku časopisa Time, i Kyleu Smithu, dopisniku New York Posta, Snježno kraljevstvo je sedmi njabolji film u 2013. godini.

Tod McCarty iz The Hollywood Reportera opisao je film kao pravi istinski mjuzikl i rekao:

Kyle Smith, kritičar New York Posta, filmu je dao 3,5 do 4 zvjezdice naglasivši:
 Scott Mendelson je za Forbes napisao:
Los Angeles Times je, osim naglaska na kvalitetu spojene glazbe, slike i riječi, napisao i da se raduje "Disneyjevom velikom povratku kakav mu je pružio ovaj film." Owen Gleiberman iz Entertainment Weeklya dao je filmu ocjenu B+ dodavši da je "Snježno kraljevstvo zadivljujuća bajka koja vam ujedno pokazuje i veliki napredak računalne animacije u izradi poučnih animiranih filmova." I Michael Phillips iz Chicago Tribunea i Stephen Holden iz The New York Timesa složili su se da je kvaliteta glazbenog izričaja u filmu na viskom stupnju, a mnogi su glazbu uspoređivali s mjuziklom Wicked. Ema Dibdin iz časopisa Digital Spy nagradila je film s pet zvjezdica prozvavši ga "najboljim modernim Disneyjevim klasikom" te kao "radosnu, uzbudljivu ljudsku priču koja toliko često navodi na smijeh koliko je kvalitetna i dirljiva. Uz 90. obljetnicu Disneyja, ne znam na koji način bolje čestitai rođendan, nego ovim filmom. Mnogi norveški mediji hvalili su originalnost i visoku kvalitetu kostimografije i spajanja norveške tradicije i suvremene računalne animacije. Jednom od sukompozitora glazbe u filmu, Frodeu Fjellheimu, zahvalio je i čestitao i sam laponski ugledni političar Aili Keskitalo, za sve zasluge u promicanju laponske kulture u filmu tijekom svog novogodišnjeg govora 2014.

### Emocionalnost i moguće kontroverze
Val nagađanja, priča i špekulacija o seksizmu započeo je nakon izjave glavne animatorice Line DiSalvo, koja je izjavila da "Povijesno gledajući animirane ženske likove je jako, jako teško uskladiti u fabulu i pritom koristiti razumnu granicu emocija u kojima se mora sačuvati malo ženske ljepote, malo feminizma." Međutim, Disneyjev odvjetnik kasnije je rekao i dokazao da je DiSalvina izjava pogrešno protumačena, navodeći da ona opisuje "neke tehničke detalje vezane za računalnu animaciju ne komentirajući animiranje žena u odnosu na muškarce ili druge likove. I redateljica Jennifer Lee se oglasila rekavši kako su DiSalvine rečenice bezobzirno i pogrešno izvučene iz konteksta, jer one govore o zahtjevima 3D i CG animacije: "Takvi komentari neprihvatljivi su bez obzira na spol. Teško sam se osjećaja zbog njega", izjavila je Lee za Indiewire. U kolovozu 2014. DiSalvo je za intervju ponovno naglasila i objasnila kako nije govorila o neravnospravnosti spolova niti uzdizala ženski spol, već da je govorila o problemima s animacijom, "jer nije jednostavno prebaciti nacrtane dvodimenzionalne likove na 3D model, a da se pritom zadrža karakter i zamišljen opis. Žene je zbog više detalja i odjeće, ponekad teže prebaiti na 3D, ali to se zna dogoditi i s muškim likovima, pa i snjegovićima i životinjama.
Nakoliko gledatelja izvan filmske industrije, kao evangelički pastor i komentatori napali su Snježno kraljevstvo rekavši da promoviraju normalizaciju homoseksualnosti, prikazivajući pozitivnu sliku o mladim LGBT-ovcima, protumačivši pjesmu iz filma "Puštam sve" kao i metaforu za gay iskorak (eng. coming out). Na ove izjave ubrzo su došli odgoovori iz LGBT udruga, no niti u tim odgovorima nije pronađena jedinstvenost udruga u borbi protiv tzv. problema s filmom. U ovakvoj situaciji novinari su tražili i redateljicu Lee za mišljenje, u kojem je izjavila: "Ja valjda najbolje znam kako smo radili film, i vjerujte, nismo ga radili da udaljava ljude, već da ih zbližava. Ovaj film ne pripada samo nama, već i cijelom svijetu, svima koji žele shvatiti njegovu poruku. Ako tražite mišljenje, neka se obožavatelji filma izjasne. Mislim da bi to bilo najrazumnije rješenje." Također je spomenula da Disneyjevi filmovi ne žele raditi razlike između ljudi, te da će Snježno kraljevstvo kao film iz 2013. imati i gledište iz 2013. godine.

### Nagrade
Snježno kraljevstvo bilo je nominirano za više nagarda, uključujući i nekoliko nominacija za Oscara. Film je bio nomiran za dva zlatna globusa, a osvojio je Zlatni globus za najbolji animirani film, postajući tako prvi Disneyjev film koji je osvojio Zlatni globus u ovoj kategoriji. Film je osvojio i dva Oscara, Oscara za najbolji animirani film i Oscara za najbolju orignialnu pjesmu ("Puštam sve"), te nagradu BAFTA za najbolji animirani film. Snježno kraljevstvo dobitnik je i pet Annie nagrada (ukljućujući nagradu za najbolji animirani film) i dviju nagrada Udruge filmskih kritičara (eng. Broadcast Film Critics Association ili popularnije Critics' Choice Awards) za najbolji animirani film i najbolju originalnu pjesmu. Film je bio nominiran i za više Satellite nagrada, te za brojne druge nagrade drugih udruženja američkih i svjetskih filmskih kritičara. Na 57. dodjeli Grammya, nosač zvuka Snježnog kraljevstva "Puštam sve" osvojio je Grammya za najbolju kompilaciju soundtracka i Grammya za najbolji tekst pjesme, koje su otišle bačnom paru Lopez (Kristen Anderson-Lopez i Robert Lopez) kao tekstopiscima pjesama u filmu.

## Vanjske poveznice
- Službena stranica
- Službeni trailer na Youtubeu
- Snježno kraljevstvo  na IMDb-u
- Snježno kraljevstvo  na Turner Classic Movies
- Snježno kraljevstvo na Big Cartoon DataBase
- Snježno kraljevstvo na All Movie
- Snježno kraljevstvo na Box Office Mojo
- Snježno kraljevstvo na Metacritic
- Snježno kraljevstvo na Rotten Tomatoes
- Snježno kraljevstvo na Walt Disney Animation Studios
- Snježno kraljevstvo na Facebooku
- Snježno kraljevstvo na Twitteru
- Snježno kraljevstvo na Instagramu
- Snježno kraljevstvo na Pinterestu